# Брисбін (Пенсільванія)
Брисбін (англ. Brisbin) — місто (англ. borough) в США, в окрузі Клірфілд штату Пенсільванія. Населення — 422 особи (2020).

## Географія
Брисбін розташований за координатами 40°50′19″ пн. ш. 78°21′5″ зх. д. / 40.83861° пн. ш. 78.35139° зх. д. (40.838700, -78.351439).  За даними Бюро перепису населення США в 2010 році місто мало площу 1,89 км², з яких 1,85 км² — суходіл та 0,04 км² — водойми.

## Демографія
Згідно з переписом 2010 року, у селищі мешкало 411 осіб у 173 домогосподарствах у складі 113 родин. Густота населення становила 218 осіб/км².  Було 193 помешкання (102/км²).
Расовий склад населення:
| - 98,3 % — білих - 0,2 % — корінних американців - 0,2 % — чорних або афроамериканців |

До двох чи більше рас належало 1,2 %. Частка іспаномовних становила 2,2 % від усіх жителів.
За віковим діапазоном населення розподілялося таким чином: 20,0 % — особи молодші 18 років, 58,1 % — особи у віці 18—64 років, 21,9 % — особи у віці 65 років та старші. Медіана віку мешканця становила 43,1 року. На 100 осіб жіночої статі у селищі припадало 86,8 чоловіків;  на 100 жінок у віці від 18 років та старших — 79,8 чоловіків також старших 18 років.
Середній дохід на одне домашнє господарство  становив 51 587 доларів США (медіана — 42 917), а середній дохід на одну сім'ю — 55 970 доларів (медіана — 46 250). За межею бідності перебувало 10,5 % осіб, у тому числі 28,4 % дітей у віці до 18 років та 2,8 % осіб у віці 65 років та старших.
Цивільне працевлаштоване населення становило 134 особи. Основні галузі зайнятості: освіта, охорона здоров'я та соціальна допомога — 23,1 %, роздрібна торгівля — 17,9 %, виробництво — 16,4 %, транспорт — 15,7 %.